# Antoni Chruściel
Pour les articles homonymes, voir Chruściel (homonymie).

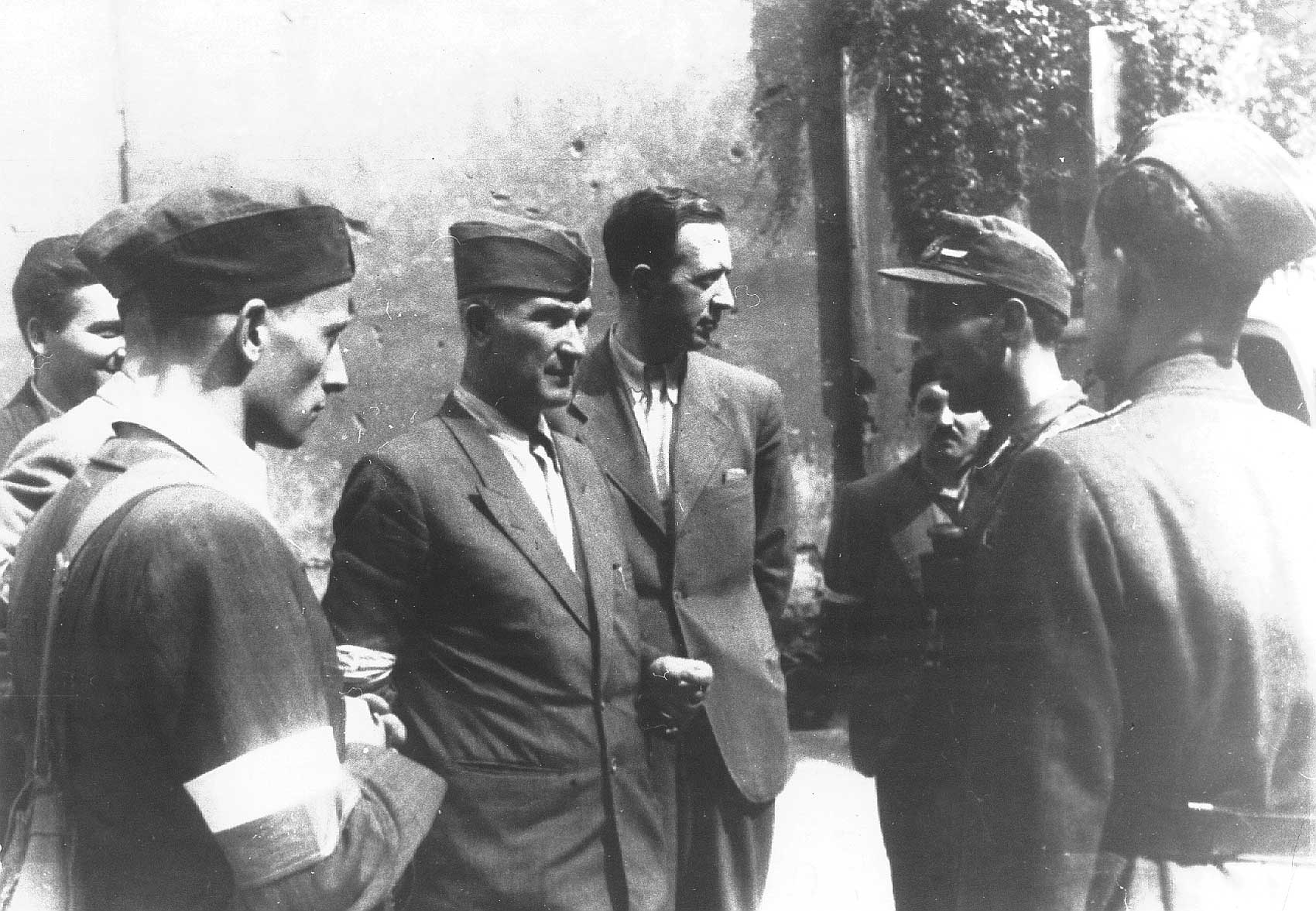
Antoni Chruściel (au milieu) pendant l'insurrection de Varsovie

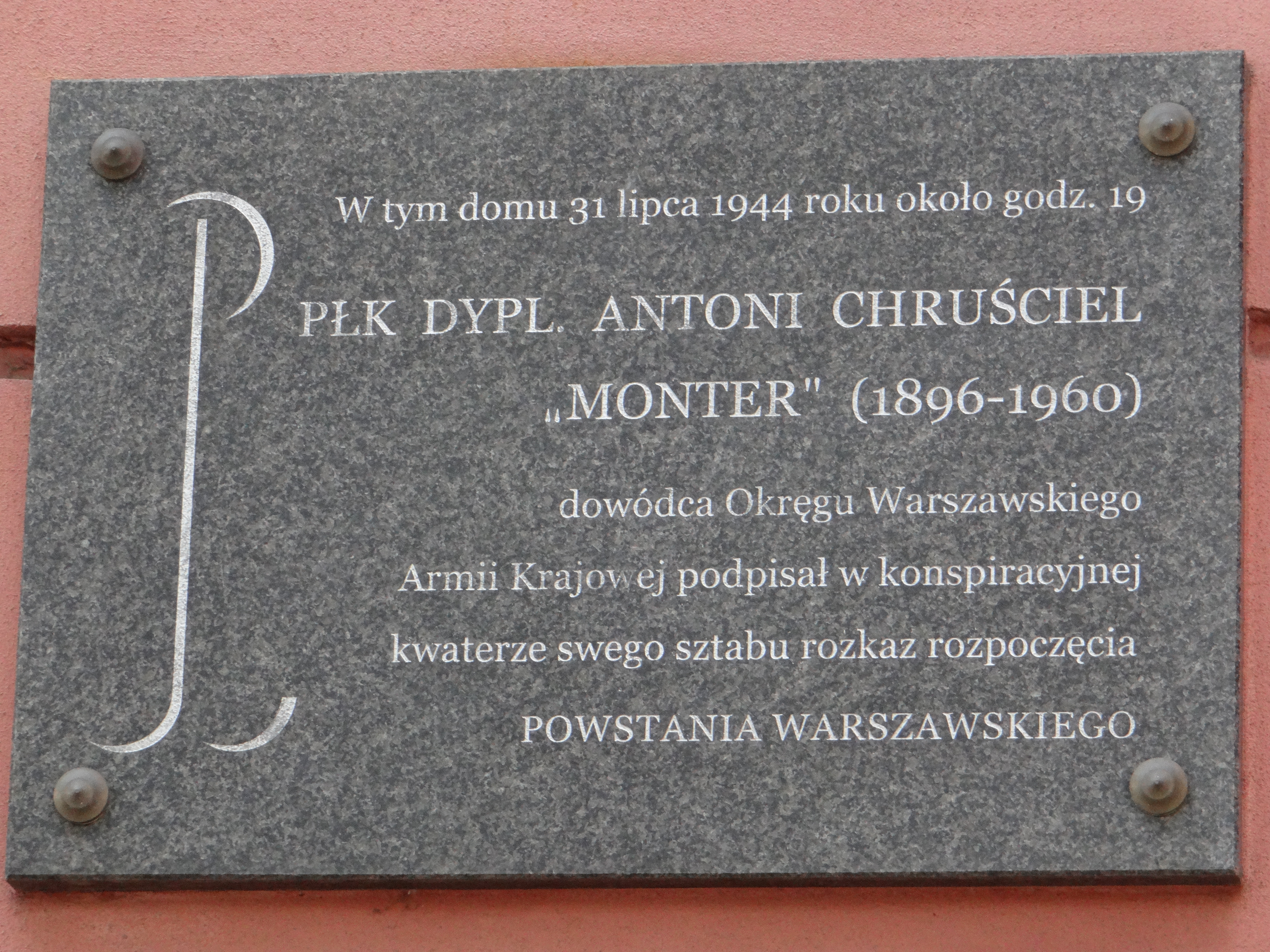
Plaque commémorative apposée sur l'immeuble dans lequel Antoni Chruściel a signé, le 31 juillet 1944, l'ordre de déclenchement de l'insurrection.

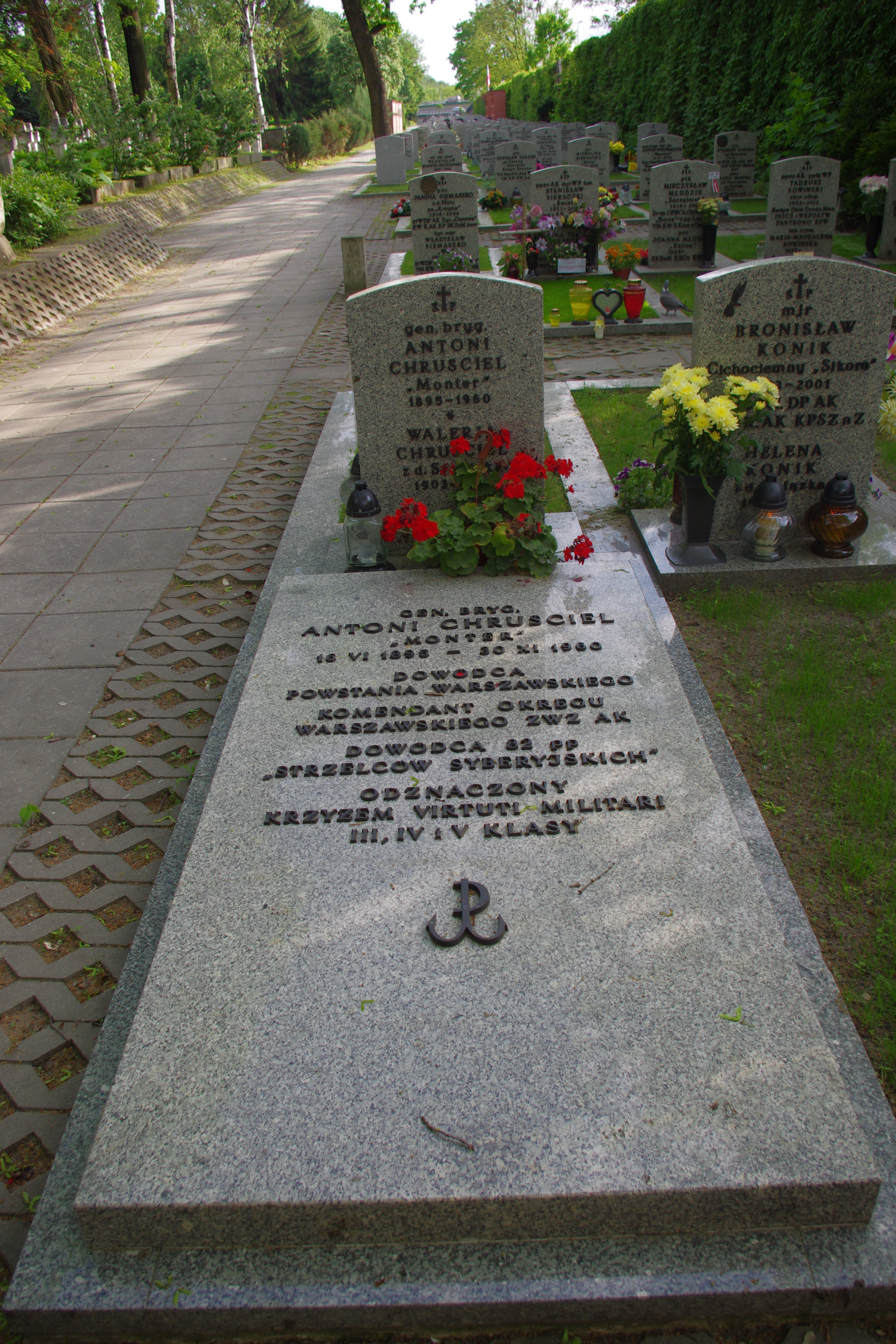
Tombe d' Antoni Chruściel au cimetière de Powązki à Varsovie

Antoni Chruściel () (né le 16 juin 1895 à Gniewczyna Łańcucka, dans l'actuelle voïvodie des Basses-Carpates, alors en Autriche-Hongrie et mort le 30 novembre 1960 à Washington), nom de guerre Monter est un général de brigade de l'Armée polonaise.

## Biographie
En 1909 il intègre le scoutisme clandestin (une organisation patriotique polonaise) à Jarosław. En 1914 il termine ses études secondaires avec mention. En août de la même année il s'engage dans les Légions polonaises, le mois suivant après la dissolution de son unité il est incorporé dans l'Armée austro-hongroise. Il est envoyé à l'école des sous-officiers puis à l'école des officiers de réserve. Après l'avoir terminée, il devient chef de peloton, instructeur dans une école militaire, puis commandant d'une compagnie du 90e régiment d'infanterie. Le lieutenant Antoni Chruściel a largement contribué au retour à la garnison de sa compagnie avec armes et équipement en novembre 1918 (c'est un cas unique dans toute l'armée austro-hongroise).
Dès décembre 1918, il sert dans l'armée polonaise, tout d'abord au 14e régiment d'infanterie à Włocławek, en octobre 1922, il devient commandant de la 3e puis de la 6e compagnie du 42e régiment d'infanterie à Białystok. Parallèlement à sa carrière militaire, il suit des études de droit à l'université de Lwów. En octobre 1923 il est transféré au Corps des cadets où il prend la tête d'une compagnie. En mai 1927 il est nommé chef du IIe bataillon du 6e régiment de chasseurs des Carpates. Dans les années 1929-1931, il poursuit sa formation militaire à l'École supérieure de guerre à Varsovie. Le 1er septembre 1931 il devient instructeur au Centre de formation de l'infanterie à Rembertów. En octobre 1934, il revient à l'École supérieure de guerre en tant qu'enseignant de la tactique. En janvier 1937 il commence un stage au poste d'adjoint du commandant du 40e régiment d'infanterie. En mars 1938, il prend le commandement du 82e régiment d'infanterie à Brześć. C’est à la tête de cette unité qu’il se bat pendant la campagne de Pologne. Le 28 septembre 1939, après la capitulation de la forteresse de Modlin il est fait prisonnier. Interné au camp de Soldau, il est libéré en octobre de la même année.
Il entre dans la Résistance en juin 1940 pour devenir en octobre chef d'état-major du district Varsovie. En mai 1941 il se voit confier le commandement du district. Le 10 août 1942, il est promu au grade de colonel.
Pendant l'insurrection de Varsovie il commande de facto l'ensemble des insurgés. Le 14 septembre 1944, il est élevé au rang de général de brigade. Après la chute de l'insurrection il est interné à l'Oflag XII B de Nuremberg[réf. nécessaire], puis transféré à Colditz où il reste jusqu'à la fin de la guerre.
Après la fin des hostilités, il rejoint l'Armée polonaise de l'Ouest. Il est finalement démobilisé en 1948. Le 26 septembre 1946, le gouvernement communiste l'a déchu de sa nationalité polonaise. En 1971, le conseil des ministres a annulé cette décision, mais ce n'est qu'en mars 1989 qu'elle a été rendue publique.
En 1956, il s'installe à Washington où il travaille jusqu'à sa mort en tant que traducteur et conseiller juridique.
Le 28 juillet 2004, à la veille du 60e anniversaire de l'insurrection de Varsovie, les urnes contenant les cendres du général et de son épouse Waleria ont été ramenées en Pologne. Le 30 juillet il est enterré avec les honneurs militaires au cimetière de Powązki à Varsovie.

## Promotions militaires
| capitaine          | 1er juin 1919     |
| commandant         | 3 mai 1926        |
| lieutenant-colonel | 14 décembre 1931  |
| colonel            | 10 août 1942      |
| général de brigade | 14 septembre 1944 |

## Décorations
- Chevalier de l'Ordre militaire de Virtuti Militari (5 juin 1947)
- Croix d'or de l'Ordre militaire de Virtuti Militari (28 septembre 1939)
- Croix d'argent de l'Ordre militaire de Virtuti Militari (1921)
- Grand-croix de l'Ordre Polonia Restituta (à titre posthume)[6]
- Croix d'Officier de l'Ordre Polonia Restituta
- Croix de l'Indépendance
- Croix de la Valeur (Krzyż Walecznych) - 4 fois
- Croix du mérite (Krzyż Zasługi)
- Croix de l'Armia Krajowa
- Médaille du 10e anniversaire de l'indépendance
- Médaille commémorative de la guerre 1918-1921
- Médaille d'or de la valeur militaire (Italie)
- Médaille de bronze de la valeur militaire (Italie)
- Médaille de l'Yser (Belgique)

## Crédit d'auteurs
- (pl) Cet article est partiellement ou en totalité issu de l’article de Wikipédia en polonais intitulé « Antoni Chruściel » (voir la liste des auteurs).